# یواس‌اس مه (۱۸۶۴)
یواس‌اس مه (۱۸۶۴) (به انگلیسی: USS Mist (1864)) یک کشتی بود که طول آن ۱۵۷ فوت ۳ اینچ (۴۷٫۹۳ متر) بود. این کشتی در سال ۱۸۶۴ ساخته شد.